# 淨化作用
淨化作用（Catharsis）是一种利用音乐与艺术来纯洁心里，抚平悲伤的方式，由亚里士多德提出。在音乐与艺术中，让伤感与恐惧得到释放，而后重新恢复正常心理。